# Mario + Rabbids Sparks of Hope
Mario + Rabbids Sparks of Hope — пошаговая приключенческая игра в жанре стратегии, разработанная и изданная Ubisoft для Nintendo Switch. Игра представляет собой кроссовер между франшизами Mario от Nintendo и Rabbids от Ubisoft, а также является продолжением игры Mario + Rabbids Kingdom Battle 2017 года. Выход игры состоялся 20 октября 2022 года. Для игры позже вышло три дополнения, в одном из которых присутствует Рэйман.
Sparks Of Hope получила в целом положительные отзывы от критиков, с похвалой в адрес графики игры, саундтрека, игрового процесса и улучшений боевой системы, хотя время загрузки подверглось некоторой критике. По мнению Ubisoft, игра показала неудовлетворительные результаты.

## Сюжет

### Искры надежды
Существо по имени Курса распространяет тёмную материю под названием Даркмесс и ищет энергию титулованных Искорок — существ, образовавшихся в результате слияния Люм и Кроликов, и в результате погружает вселенную в хаос. Марио и его друзья должны отправиться в разные миры, чтобы восстановить мир в галактике, спасти Искорки и победить Курсу и его приспешников. К ним присоединяются новые союзники, включая Боузера, который хочет вернуть свою украденную армию у Курсы.

### Роковой ба-а-астион!
Герои вызваны мадам Бвахстреллой, гадалкой-кроликом из основной и предыдущих игр, в большую башню, называемую Башней Дуума. Она поручает им спасти Спауни, которого приспешники Курсы держат в заложниках на вершине башни. Как только Спауни спасен, он прощается с героями и отправляется продолжать путешествовать по галактике.

## Игровой процесс
Игровой процесс Sparks of Hope в целом аналогичен своему предшественнику. Игрок может составить свой список персонажей из девяти доступных: Марио, Луиджи, Принцесса Пич, Кролик Пич, Кролик Луиджи, Кролик Марио, Кролик Розалина, Эдж и Боузер (Йоши и Кролик Йоши — единственные главные герои, которые не появляются в этой игре). Перед игроками также стоит задача спасти Искорки по всей галактике, которые обладают особыми способностями, которые помогут игроками в бою. Персонаж Бип-0 снова служит проводником для других персонажей.
В отличие от своего предшественника, дизайн уровней является менее линейным, а пошаговые тактические бои имеют новую систему, которая не учитывает сетку, использовавшуюся в первой игре. Эта новая система боя сравнивалась с системой боя в других играх, таких как Divinity: Original Sin. Также в игре появились враги, встречающиеся вне пошагового боя, а Марио теперь может быть заменён другим персонажем. Ведущий дизайнер Хавьер Мансанарес, говоря о новом бое, сказал: «Вы можете двигаться в этой области передвижения так, как вам хочется, вы можете бросить Боб-омба, и тогда он будет у вас в руке. Вы можете перемещаться как угодно, но потом он взорвётся. У вас есть несколько секунд, чтобы среагировать, и это совершенно отличается от того, что было раньше. Так что это привносит элемент реального времени».

## Выпуск игры
Игра была впервые анонсирована на E3 2021 и была запланирована к выходу на 20 октября 2022 года. Игра была разработана студиями Ubisoft Paris и Ubisoft Milan, а также Ubisoft Chengdu и Ubisoft Montpellier. Творческий директор Дэвид Солиани заявил, что команда разработчиков рассматривала эту игру как духовного преемника первой части, а также как иной взгляд на тактический жанр, отчасти благодаря тому, что игра вышла за пределы Грибного королевства и сосредоточилась на ряде галактических локаций. Её саундтрек был написан Грентом Киркопом (который сочинил саундтрек к первой игре), Гаретом Кокером (который сочинил саундтрек к фильму Ubisoft Immortals Fenyx Rising) и Ёко Симомурой (которая ранее сочинила для серии Mario & Luigi).
В 2023 году игра получит три дополнения к загружаемому контенту через сезонный абонемент, в том числе одно с участием Реймана в качестве игрового персонажа.
Эти три расширения, согласно сообщению в Твиттере, включают в себя Башню Дуоома (в написании которой четыре буквы «о»), послеигровое приключение с участием нового таинственного злодея на заколдованной планете, похожей на лес, и упомянутое приключение Rayman. Первый вышел 2 марта 2023 года, второй — 21 июня 2023 года, а третий — 30 августа 2023 года.

## Отзывы
| Сводный рейтинг    | Сводный рейтинг |
| Агрегатор          | Оценка          |
| ------------------ | --------------- |
| Metacritic         | 86/100          |
| Иноязычные издания |                 |
| Издание            | Оценка          |
| Destructoid        | 8,5/10          |
| EGM                | [ 13 ]          |
| Eurogamer          | Рекомендовано   |
| Game Informer      | 9/10            |
| GameSpot           | 9/10            |
| GamesRadar+        | [ 17 ]          |
| IGN                | 9/10            |
| Nintendo Life      | [ 19 ]          |
| The Guardian       | [ 20 ]          |
| VG247              | [ 21 ]          |

Mario + Rabbids Sparks of Hope получила «в целом положительные отзывы», согласно агрегатору обзоров Metacritic, причём многие считают её лучше, чем «Битва за королевство».
Mario + Rabbids Sparks of Hope было продано 17 647 физических копий в течение первой недели после выпуска в Японии, что сделало её третьей самой продаваемой розничной игрой недели в стране.

### Награды и похвалы
| Год  | Награда                         | Категория                                                          | Результат | Ссылка |
| ---- | ------------------------------- | ------------------------------------------------------------------ | --------- | ------ |
| 2022 | Golden Joystick Awards          | Лучшая игра года                                                   | Номинация | [ 23 ] |
| 2022 | Hollywood Music In Media Awards | Оценка — видеоигра                                                 | Номинация | [ 24 ] |
| 2022 | The Game Awards                 | Лучшая семейная игра                                               | Номинация | [ 25 ] |
| 2022 | The Game Awards                 | Лучшая игра-симулятор/стратегия                                    | Победа    | [ 25 ] |
| 2023 | New York Game Awards            | Премия Детского зоопарка Центрального парка за лучшую детскую игру | Номинация | [ 26 ] |
| 2023 | 26th Annual D.I.C.E. Awards     | Семейная игра года                                                 | Победа    | [ 27 ] |
| 2023 | Kids' Choice Awards             | Любимая видеоигра                                                  | Номинация | [ 28 ] |
| 2023 | British Academy Games Awards    | Семейная игра                                                      | Номинация | [ 29 ] |